# La Creueta (Vilafranca del Penedès)
La Creueta, antigament coneguda com a creu d'en Calandraix, és una creu de terme situada a la cruïlla de l'avinguda de Catalunya i l'antic camí de Sant Martí Sarroca, a Vilafranca del Penedès (Alt Penedès).

## Història
La primera documentació que en fa referència és del segle XV. És citada en diferents documents d'èpoques diverses i amb diferents noms: l'any 1459 com creu d'en Calandraix, però també com a Creu de Vallmoll, de les Clotes o de Sant Julià. L'any 1934 fou enderrocada i l'any 1947 restablerta en el seu lloc. Finalment, l'any 1982 es restaura i consolida.

## Descripció
És una creu de terme composta d'un basament de secció circular, de dos esglaons, plint i fust llis, també de secció circular, un capitell motllurat de secció octogonal i una creu de coronament amb els braços trevolats i relleu central de creu a cada banda. Al capitell s'hi pot veure la data de 1982, data de restauració.